# Крістіна Гарт
Крістіна Гарт (англ. Christina Hart; нар. 21 липня 1949, Лок-Гейвен, Пенсільванія, США) — американська акторка, продюсер,  режисер та драматург .

## Життєпис
Крістіна Гарт народилася 21 липня 1949 року в Лок-Гейвен, Пенсільванія, США. Дебютувала на сцені в 9 років. Проживає в Лос-Анджелесі та викладає у Hollywood Court Theater . Має чоловіка Френка Даблдея та доньок Кейтлін і Поршу.

## Театр
У 2012 була номінована на премію «LA Stage Alliance Ovation Award» за найкращий оригінальний спектакль.

## Фільмографія

### Фільми
| Рік  | Назва                              | Оригінальна назва                   | Роль            |
| ---- | ---------------------------------- | ----------------------------------- | --------------- |
| 1969 | «Стюардеси»                        | The Stewardesses                    | Саманта         |
| 1970 | «Жінки та кривавий жах»            | The Woman and Bloody Terror         | Карен Вашингтон |
| 1971 | «Червоне небо ранку»               | Red Sky at Morning                  | Велва Мей Клойд |
| 1973 | «Сусіди»                           | The Roommates                       | Пола            |
| 1973 | «Бомбомет»                         | The Mad Bomber                      | Жертва Фромлі   |
| 1973 | «Чарлі Варрік»                     | Charley Varrick                     | Жана            |
| 1974 | «Пустощі Банні»                    | The Bunny Caper                     | Банні О'Хара    |
| 1975 | «Донька Джошуа Кейба повертається» | The Daughters of Joshua Cabe Return | Череті          |
| 1975 | «Баржа, яка втекла»                | The Runaway Barge                   | Реба Уошборн    |
| 1975 | «Тримайся подалі»                  | Keep Off My Grass!                  |                 |
| 1975 | «Джонні Полум'яне небо»            | Johnny Firecloud                    | Джун            |
| 1976 | «Едді та Чирвовий король»          | Addie and the King of Hearts        | Кейтлін Тейт    |
| 1977 | «Кінець ночі»                      | Dead of Night                       | Хелен           |
| 1978 | «Блюз злого собаки»                | Mean Dog Blues                      | Глорія Кінсмен  |
| 1980 | «День, коли місто закричало»       | The Night the City Screamed         | Жінка в ліфті   |
| 1981 | «Складні джентльмени»              | The Sophisticated Gents             | Герда           |
| 1982 | «Не чую зло»                       | Hear No Evil                        | Шейла Грін      |
| 1986 |                                    | The Check Is in the Mail            | Дженет          |

### Серіали
| Рік       | Назва                                   | Оригінальна назва              | Роль               |
| --------- | --------------------------------------- | ------------------------------ | ------------------ |
| 1972      | «Залізна сторона»                       | Ironside                       | Жан Ріттер         |
| 1972      | «Сміливі: нові лікарі»                  | The Bold Ones: The New Doctors | Жан Ріттер         |
| 1974      | «Елен може дути у безпеці?»             | Can Ellen Be Saved?            | Мері               |
| 1974      | «Шезам!»                                | Shazam!                        | Голлі              |
| 1974      | «Новобранці»                            | The Rookies                    | Лорна Марш         |
| 1974      | «Петрочеллі»                            | Petrocelli                     | Нікі Джеймс        |
| 1975      | «Дивна парочка»                         | The Odd Couple                 | Сьюзі              |
| 1975      | «Техаські Віллери»                      | The Texas Wheelers             | Бібліотекар        |
| 1976      | «Сумний лицар»                          | The Blue Knight                | Кікі               |
| 1976      | «Гелтер скелтер»                        | Helter Skelter                 | Патріція Кренвінкл |
| 1974–1976 | «Щасливі дні»                           | Happy Days                     | Керол Ектмен       |
| 1976      | «Ангели Чарлі»                          | Charlie's Angels               | Біллі              |
| 1977      | «Шеф Шарклі»                            | C.P.O. Sharkey                 | Хелен              |
| 1977      | «Чоловік на шість мільйонів доларів»    | The Six Million Dollar Man     | Приклад            |
| 1977      | «Фантастична подорож»                   | The Fantastic Journey          | Приклад            |
| 1977      | «Вулиці Сан-Франциско»                  | The Streets of San Francisco   | Ненсі Телсон       |
| 1977      | «Відділ 5-О»                            | Hawaii Five-O                  | Кріс Гармон        |
| 1976–1978 | «Барнабі Джонс»                         | Barnaby Jones                  | Аманда/Дженна Сміт |
| 1978      | «Девід Кессіді: чоловік під прикриттям» | David Cassidy: Man Under Cover | Боббі              |
| 1979      | «Неймовірний Халк»                      | The Incredible Hulk            | Кессі Флойд        |
| 1979      | «Втікачі»                               | The Runaways                   | Джейн Норріс       |
| 1979      | «Школа детективів»                      | Detective School               | Йоланда            |
| 1980      | «Бі Джей та Беа»                        | B. J. and the Bear             | Дженет Локвуд      |
| 1981      | «Човен кохання»                         | The Love Boat                  | Сінді Стерлінг     |
| 1977–1981 | «Троє — це компанія»                    | Three's Company                | Карен              |
| 1981      | «Династія»                              | Dynasty                        | Беделія            |
| 1982      | «Каліфорнійський дорожній патруль»      | CHiPs                          |                    |
| 1982      | «Сімон і Сімон»                         | Simon & Simon                  | Стюардеса Ейпріл   |
| 1985      | «Повітряний вовк»                       | Airwolf                        | Місіс Ков          |
| 1989      | «Вона написала вбивство»                | Murder, She Wrote              | Сестра Марія       |